# Byen udenfor
Byen udenfor er en dokumentarfilm fra 2008 af instruktøren Tom Erik Kampman. Filmen er et portræt af livet i byerne, der ligger lige før eller efter storbyerne.
I Byen udenfor medvirker den pensionerede advokat Niels Kjøller og hans kone Marianne, som har skiftet deres store hus ud med en lejlighed i det sociale boligbyggeri Askerød i Greve Strand. I filmen følger man også Stig Stasig, som har været en del af det venstreorienterede miljø på Nørrebro i København og nu er flyttet i parcelhus. Den sidste medvirkende er Zubair Butt Hussain, hvis pakistanske forældre i 70erne valgte at sætte sig selv i gæld, så de kunne flytte til et parcelhuskvarter.
Instruktøren af Byen udenfor, Tom Erik Kampman, har tidligere stået bag dokumentarfilmen Tekstmager om fire forskellige personer, der beskæftiger sig med ord og tekster: rapperen, stand-upkomikeren, forfatteren og reklametekstforfatteren. Filmen handlede blandt andet om at træffe et utraditionelt karrierevalg. Byen udenfor ligger i forlængelse af Tekstmager ved at fortælle om tre personer, der har skabt sig en tilværelse i forstaden på trods af omgivelsernes opfattelse af den som indadvendt og kønsløs.
Byen udenfor er anden del af en trilogi om identitet. Filmen blev nomineret til en Robert i 2009 i kategorien Årets korte dokumentarfilm.